# Wonderbra

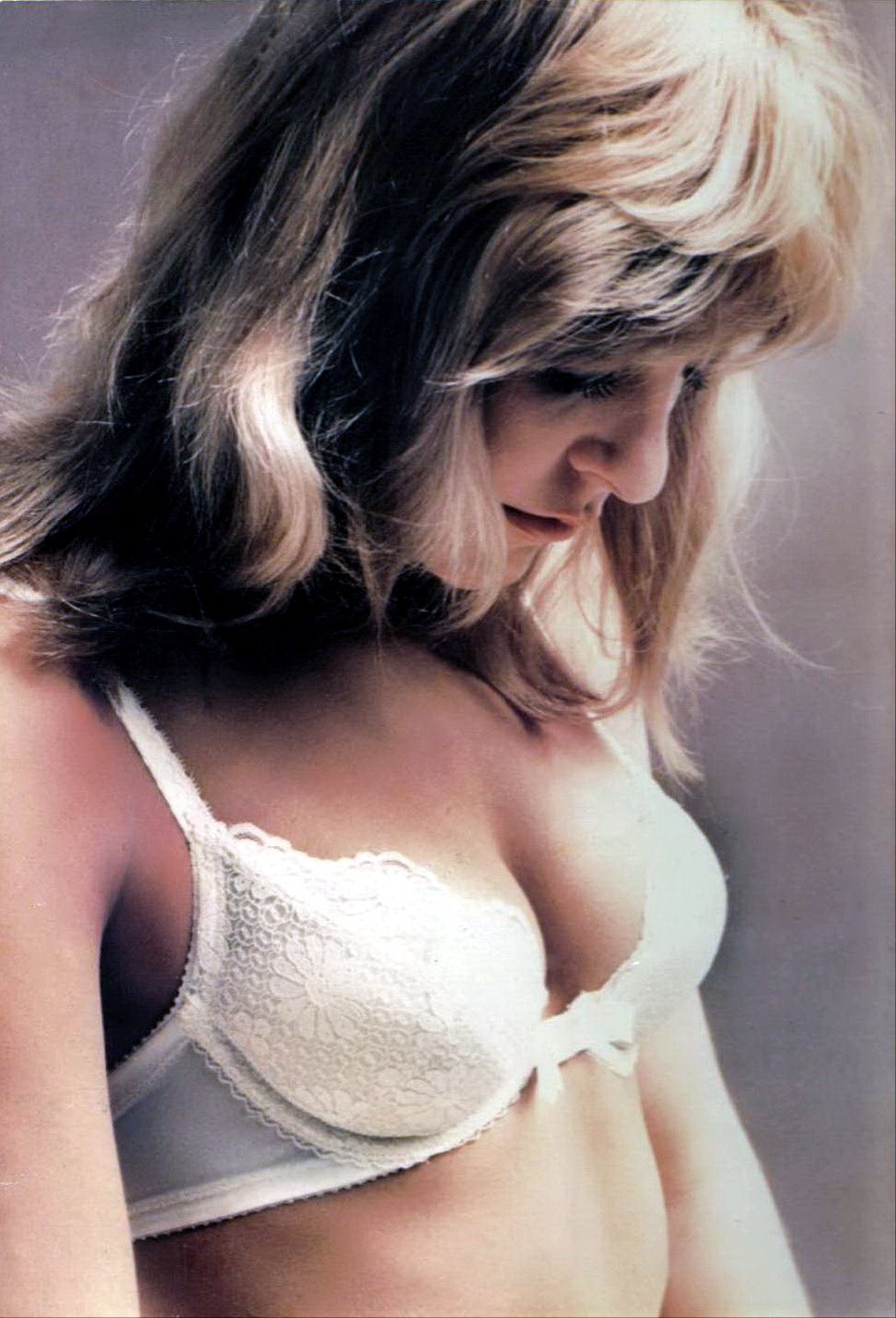
Wonderbra

Wonderbra är en bygel-push-up-BH, som skall ge maximalt stöd för bysten och framhäva "klyftan" mellan brösten. 
Wonderbra uppfanns av den kanadensiska firman Canadelle, som ägs av amerikanska Sarah Lee (Playtex). Den ansågs så revolutionerande och unik att den beviljades ett amerikanskt patent i 1941. Patentet, med nummer 2.245.413, avsåg en speciell beskärningsmetod av väv som gav axelbanden större elasticitet.  Wonderbra tillverkades på licens av engelska Gossard 1967–1993. Gossard förlorade dock rätten till tillverkningen i Europa, när Wonderbra ånyo började efterfrågas. 
Distributören Playtex återtog namnet och lade sig på övrig tillverkning. Gossard kontrade genom att göra Ultrabra ("Super Uplift") och slog försäljningsrekord. "BH-kriget" var då i full gång. Hösten 1994 kom andra tillverkare med sina variationer på samma tema: bland annat Victoria's Secret med "Miracle", Triumph med "Bijou", Gossard med "Ultrabra" och Maidenform med "It really works". 
Den första Wonderbra gjordes av 26 delar, idag[när?] består den av 54 delar, de övriga av 45–53 delar.